# Микитівська світа
Микитівська світа  — літостратиграфічний підрозділ нижньопермських відкладів Дніпровсько-Донецької западини і Донбасу.

## Назва
Від назви с. Микитівка Донецької області.

## Поширення
Територія Дніпровсько-Донецької западини і Донбасу.

## Стратотип
Поблизу села Покровське Донецької області.

## Літологія
Теригенні породи, доломіти, вапняки, гіпси, ангідрити. Потужність відкладів світи в межах відкритого Донбасу коливається від 135 до 175 м, а в межах ДДЗ - від 0 до 220 м. Відклади микитівської світи залягають згідно між картамиською і слов'янською світами. На північному заході ДДЗ, внаслідок передпермської ерозії - на відкладах середнього, або верхнього карбону. В товщі світи вирізняють маркуючі (реперні) карбонатні пачки: R1, R2, R3, R4 і R41.

## Фауністичні і флористичні рештки
Schwagerina constans Scherb., Schw. srhaerica Scherb., та ін. корали, остракоди, водорості Walchia, Callipteris.
| ←        | \| Палеозой \| Палеозой \| Палеозой \| Палеозой \| Палеозой \| Палеозой \| \| Кембрій \| Ордовик \| Силур \| Девон \| Карбон \| Перм \| \| -------- \| -------- \| -------- \| -------- \| -------- \| -------- \| | →     |       |        |      |
| Палеозой | |       |       |        |      |
| Кембрій  | Ордовик | Силур | Девон | Карбон | Перм |

| Система/ Період                                                       | Відділ/ Епоха      | Ярус/ Вік         | Вік (млн років) | Вік (млн років) |
| --------------------------------------------------------------------- | ------------------ | ----------------- | --------------- | --------------- |
| Тріас, T                                                              | Нижній/Ранній, T1  | Індський, T1i     | молодше         | молодше         |
| Перм, P                                                               | Лопінгій, P3       | Чангсінзький, P3c | 251,902         | 254,14          |
| Перм, P                                                               | Лопінгій, P3       | Вучапінзький, P3v | 254,14          | 259,1           |
| Перм, P                                                               | Гваделупій, P2     | Кептенський, P2c  | 259,1           | 265,1           |
| Перм, P                                                               | Гваделупій, P2     | Вордійський, P2w  | 265,1           | 268,8           |
| Перм, P                                                               | Гваделупій, P2     | Роудський, P2r    | 268,8           | 272,95          |
| Перм, P                                                               | Цисуралій, P1      | Кунгурський, P1k  | 272,95          | 283,5           |
| Перм, P                                                               | Цисуралій, P1      | Артинський, P1art | 283,5           | 290,1           |
| Перм, P                                                               | Цисуралій, P1      | Сакмарський, P1s  | 290,1           | 295,0           |
| Перм, P                                                               | Цисуралій, P1      | Ассельський, P1a  | 295,0           | 298,9           |
| Карбон, C                                                             | Верхній/Пізній, C3 | Гжельський, C3g   | древніше        | древніше        |
| Підрозділи Тріасової системи наведені згідно МКС, станом на 2018 рік. |                    |                   |                 |                 |
| п о р                                                                 |                    |                   |                 |                 |